# Mortes em maio de 2011
Mortes em 2011: ← Janeiro – Fevereiro – Março – Abril – Maio – Junho – Julho – Agosto – Setembro – Outubro – Novembro – Dezembro →
Esta é uma relação de pessoas notáveis que morreram durante o mês de maio de 2011, listando nome, nacionalidade, ocupação e ano de nascimento.

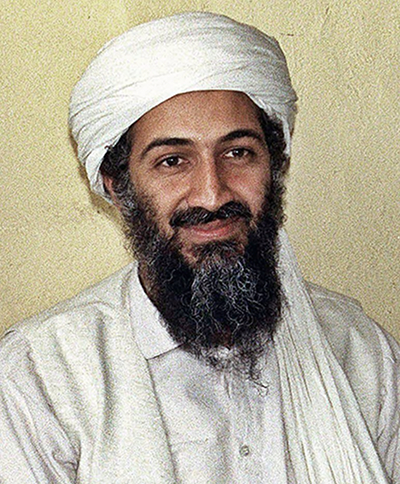
Osama bin Laden, líder da Al-Qaeda saudita.

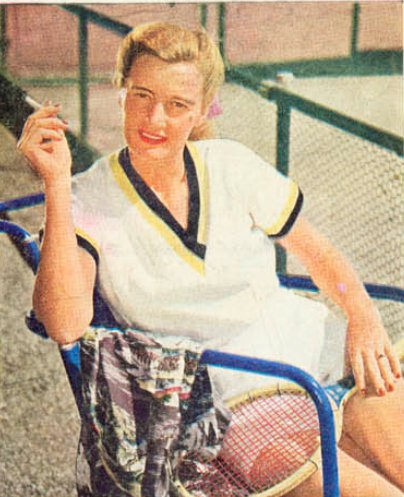
Pauline Betz, tenista profissional estadunidense.

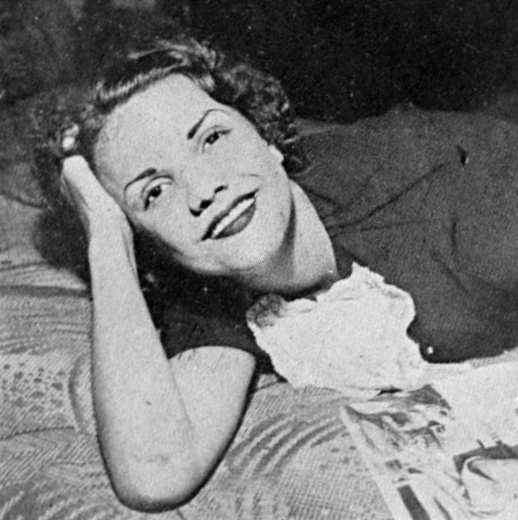
Cecilia Miranda de Carvalho, cantora brasileira.

| Dia | Nome                        | Profissão ou motivo de reconhecimento | Nacionalidade    | Ano de nasc. | Ref    |
| --- | --------------------------- | ------------------------------------- | ---------------- | ------------ | ------ |
| 1   | Agustín García-Gasco        | Religioso                             | Espanha          | 1931         | [ 1 ]  |
| 1   | Ivan Slavkov                | Dirigente esportivo                   | Bulgária         | 1940         | [ 2 ]  |
| 1   | Osama bin Laden             | Líder da Al-Qaeda                     | Arábia Saudita   | 1957         | [ 3 ]  |
| 2   | Renato José Pécora          | Diretor de teatro                     | Brasil           | 1926         | [ 4 ]  |
| 3   | Jackie Cooper               | Ator                                  | Estados Unidos   | 1922         | [ 5 ]  |
| 4   | Frans Sammut                | Escritor                              | Malta            | 1945         | [ 6 ]  |
| 4   | Sammy McCrory               | Futebolista                           | Irlanda do Norte | 1924         | [ 7 ]  |
| 5   | Arthur Laurents             | Escritor                              | Estados Unidos   | 1917         | [ 8 ]  |
| 5   | Claude Choules              | Militar                               | Inglaterra       | 1901         | [ 9 ]  |
| 5   | Rolo Puente                 | Ator                                  | Argentina        | 1939         | [ 10 ] |
| 6   | Quazi Nuruzzaman            | Militar                               | Bangladesh       | 1925         | [ 11 ] |
| 7   | Gunter Sachs                | Fotógrafo e matemático                | Alemanha         | 1932         | [ 12 ] |
| 7   | John Walker                 | Músico                                | Estados Unidos   | 1943         | [ 13 ] |
| 7   | Lídio Toledo                | Médico                                | Brasil           | 1933         | [ 14 ] |
| 7   | Severiano Ballesteros       | Golfista                              | Espanha          | 1957         | [ 15 ] |
| 7   | Willard Boyle               | Físico                                | Canadá           | 1924         | [ 16 ] |
| 9   | Lidia Gueiler Tejada        | Ex-presidente de seu país             | Bolívia          | 1921         | [ 17 ] |
| 9   | Ronan Sean Thompson         | Vítima de Neuroblastoma               | Estados Unidos   | 2007         | [ 18 ] |
| 9   | Wouter Weylandt             | Ciclista                              | Bélgica          | 1984         | [ 19 ] |
| 10  | Mia Amber Davis             | Atriz                                 | Estados Unidos   | 1975         | [ 20 ] |
| 11  | Maurice Goldhaber           | Físico                                | Estados Unidos   | 1911         | [ 21 ] |
| 15  | M-Bone                      | Rapper                                | Estados Unidos   | 1989         | [ 22 ] |
| 15  | Samuel Wanjiru              | Atleta                                | Quênia           | 1986         | [ 23 ] |
| 15  | Pete Lovely                 | Automobilista                         | Estados Unidos   | 1926         | [ 24 ] |
| 16  | Edward Hardwicke            | Ator                                  | Inglaterra       | 1932         | [ 25 ] |
| 16  | Kiyoshi Kodama              | Ator                                  | Japão            | 1934         | [ 26 ] |
| 17  | Sean Dunphy                 | Cantor                                | Irlanda          | 1937         | [ 27 ] |
| 19  | Kathy Kirby                 | Cantora                               | Inglaterra       | 1938         | [ 28 ] |
| 19  | Phyllis Avery               | Atriz                                 | Estados Unidos   | 1924         | [ 29 ] |
| 20  | Randy Savage                | Wrestler                              | Estados Unidos   | 1952         | [ 30 ] |
| 21  | Bill Hunter                 | Ator                                  | Austrália        | 1940         | [ 31 ] |
| 21  | Paul Gillon                 | Desenhista                            | França           | 1926         | [ 32 ] |
| 21  | Cecilia Miranda de Carvalho | Cantora                               | Brasil           | 1913         | [ 33 ] |
| 22  | Suzanne Mizzi               | Modelo                                | Malta            | 1967         | [ 34 ] |
| 23  | Abdias do Nascimento        | Político e ativista                   | Brasil           | 1914         | [ 35 ] |
| 23  | Nasser Hejazi               | Futebolista                           | Irão             | 1949         | [ 36 ] |
| 23  | Xavier Tondo                | Ciclista                              | Espanha          | 1978         | [ 37 ] |
| 25  | Jiřina Nekolová             | Patinadora artística                  | Chéquia          | 1931         | [ 38 ] |
| 25  | Leonora Carrington          | Pintora e escritora                   | Inglaterra       | 1917         | [ 39 ] |
| 27  | Gil Scott-Heron             | Músico                                | Estados Unidos   | 1949         | [ 40 ] |
| 27  | Jeff Conaway                | Ator                                  | Estados Unidos   | 1950         | [ 41 ] |
| 29  | Bill Clements               | Político                              | Estados Unidos   | 1917         | [ 42 ] |
| 29  | Ferenc Mádl                 | Ex-presidente de seu país             | Hungria          | 1931         | [ 43 ] |
| 29  | Sergei Bagapsh              | Político                              | Abecásia         | 1949         | [ 44 ] |
| 30  | Rosalyn Yalow               | Física                                | Estados Unidos   | 1921         | [ 45 ] |
| 31  | Pauline Betz                | Tenista                               | Estados Unidos   | 1919         | [ 46 ] |
| 31  | Andy Robustelli             | Jogador de futebol americano          | Estados Unidos   | 1925         | [ 47 ] |